# Аккайтим
Аккайти́м (каз. Аққайтым) — село у складі Шалкарського району Актюбінської області Казахстану. Адміністративний центр Жанакониського сільського округу.
Населення — 509 осіб (2021; 620 у 2009, 721 у 1999, 901 у 1989).